# Libellus De Arte Coquinaria
Libellus de arte coquinaria, latinsky Knížka o umění kuchařském, je rukopis od neznámého autora ze 13. století sepsaný v dánštině (ovšem s latinským titulem).
Rukopis obsahuje 25 kuchařských receptů, z nichž první je "Quomodo fiet oleum de nucibus" (Jak připravit olej z ořechů).
Tato knížečka byla vytvořena jako součást manuskriptu, sepsaného kolem roku 1300. Ten obsahuje také knihu o bylinách a pojednání o epigrafice.